# Leo von König

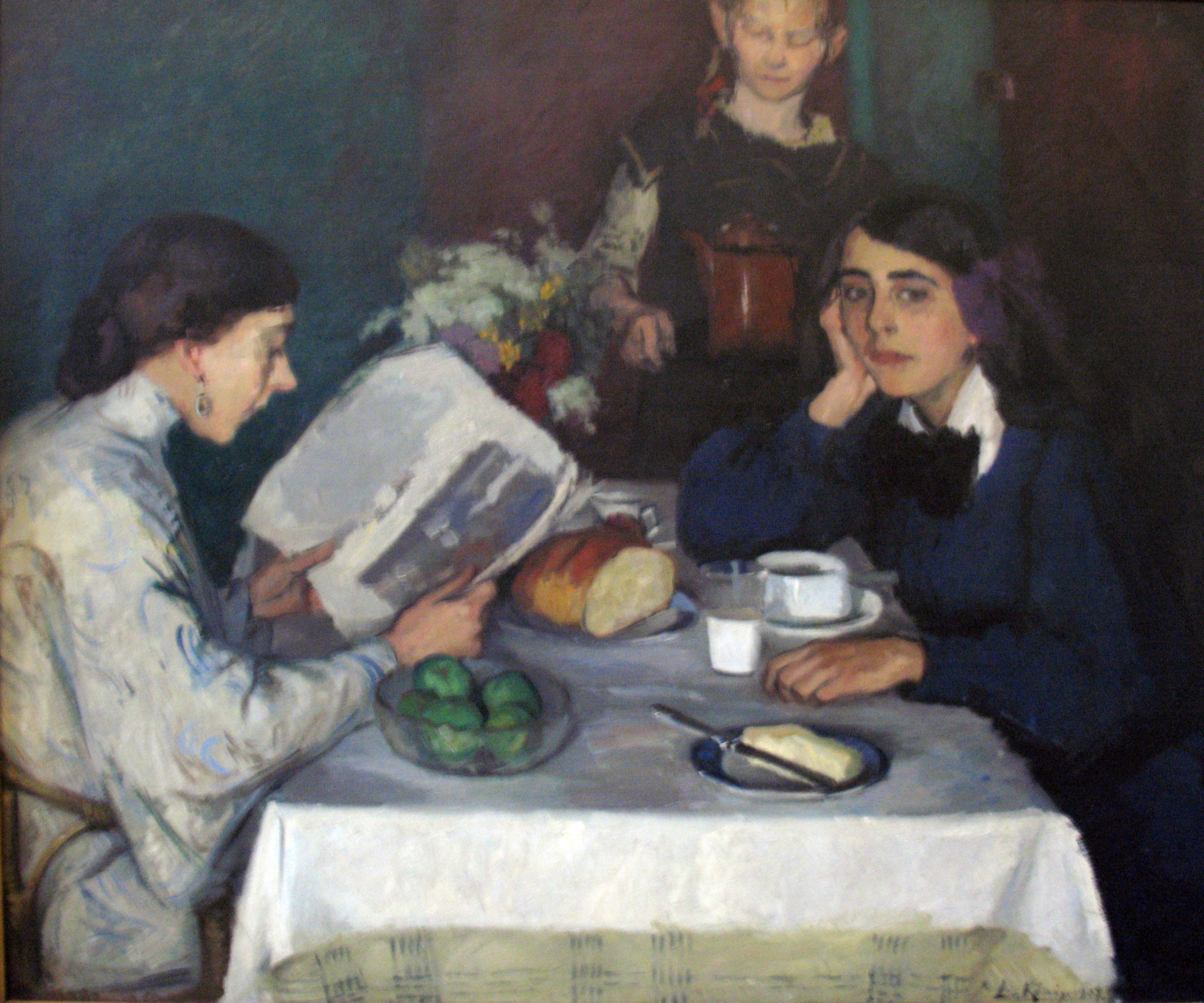
Leo von König: Am Frühstückstisch, 1907, Öl auf Leinwand, 101,5 × 117,5 cm, Staatliche Museen zu Berlin – Preußischer Kulturbesitz, Nationalgalerie, Inventar-Nr. A II 459

Leo Freiherr von König (* 28. Februar 1871 in Braunschweig; † 9. April 1944 in Tutzing) war ein deutscher Maler der Berliner Secession.

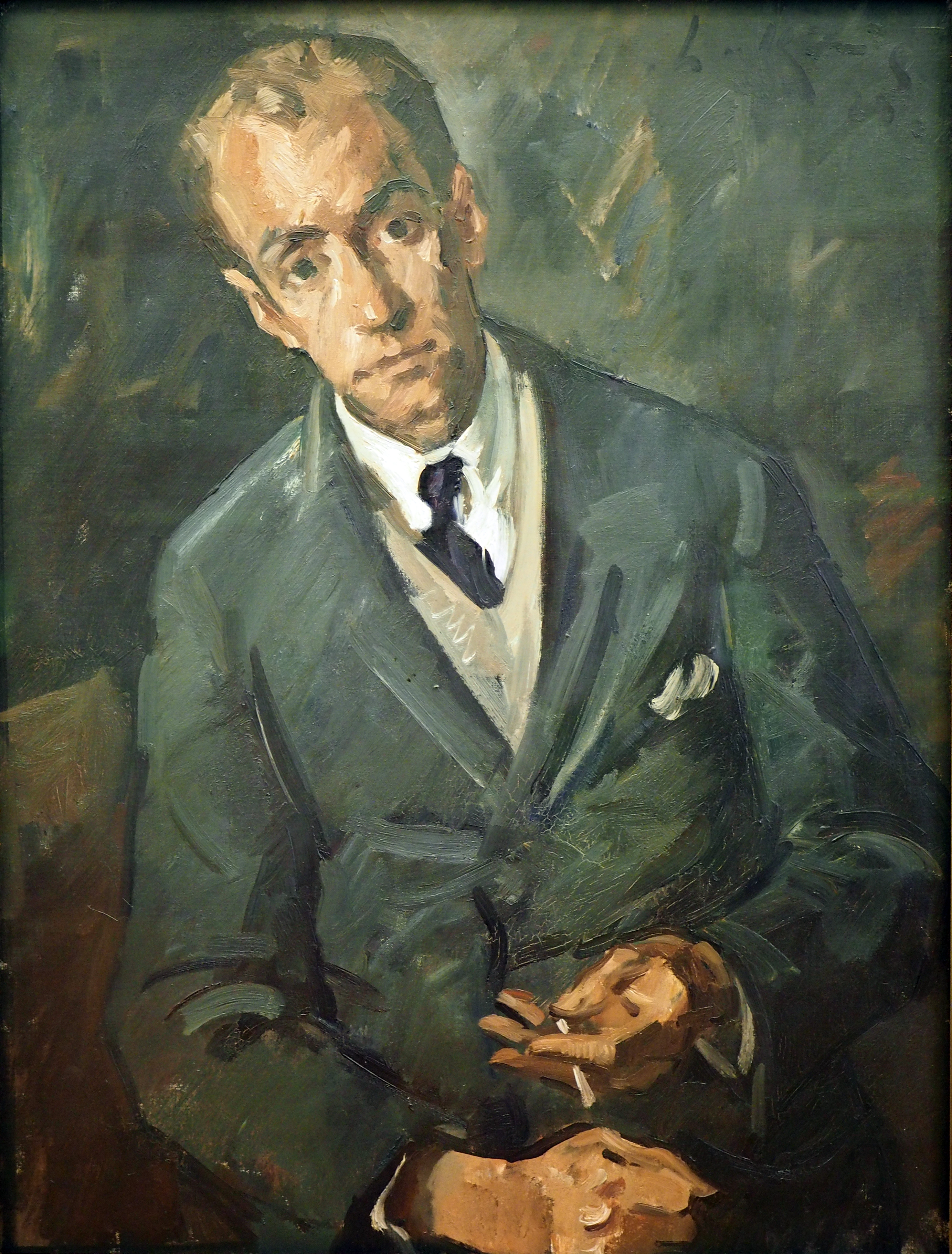
Leo von König: Fritz Nemitz (Kunsthistoriker), Öl auf Leinwand (1925)

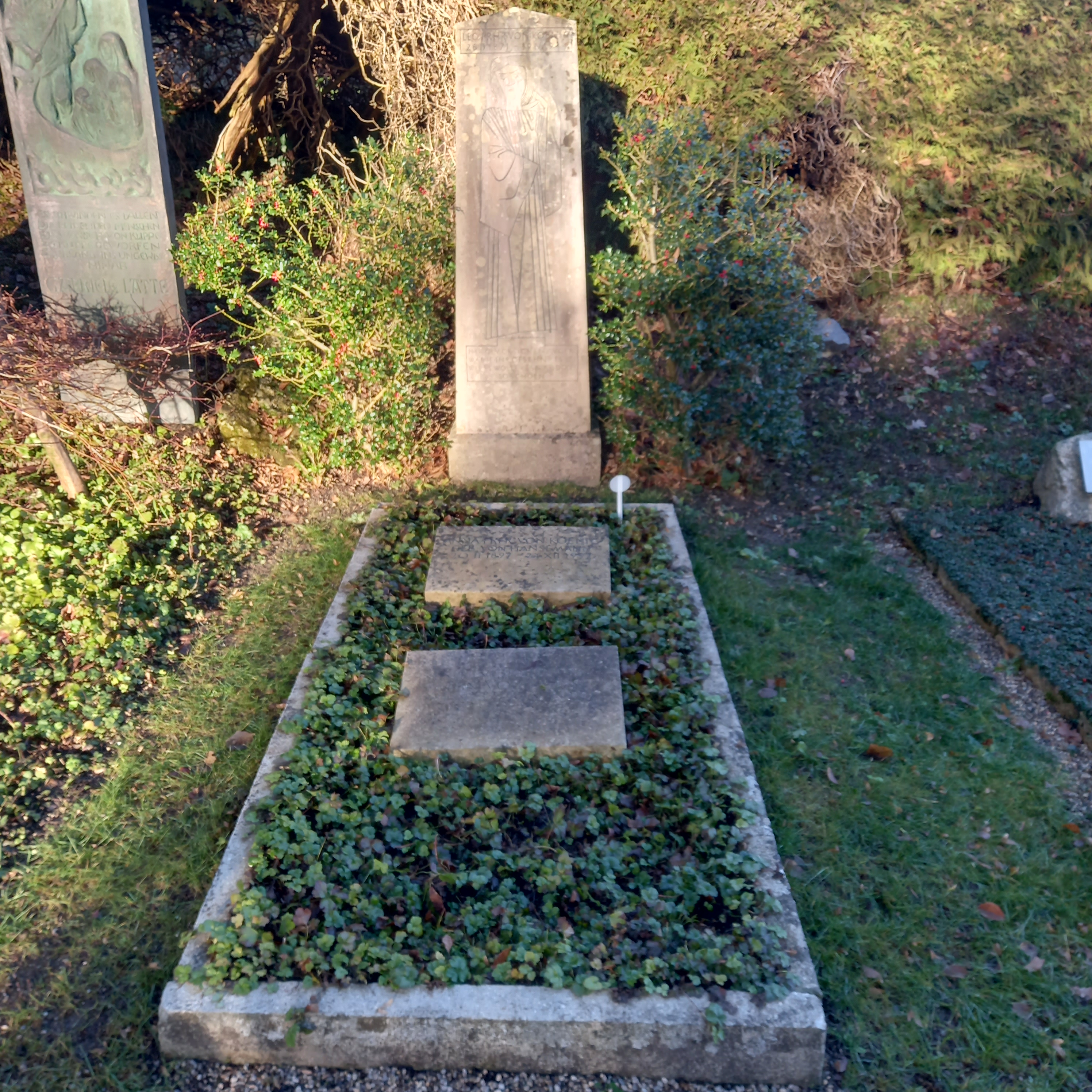
Das Grab von Leo von König und seiner Ehefrau Anna geborene Hansemann auf dem Neuen Friedhof in Tutzing

## Herkunft
Leo war der Sohn des späteren preußischen Generals der Kavallerie Götz Freiherr von König und dessen Ehefrau Hertha, geborene Freiin von Cramm (* 1847 in Braunschweig; † 1934 in Berlin), Tochter der Gräfin Mechthilde von Veltheim und des Adelbert Hildebert von Cramm-Oelber.

## Leben
Leo von König besuchte von 1889 bis 1894 die Königliche Akademie der Künste in Berlin, von 1894 bis 1897 die Académie Julian in Paris und war ab 1900 in Berlin ansässig. Von 1907 bis 1920 war er mit der Künstlerin Mathilde Tardif verheiratet, deren Tochter Yvonne (1892–1957) er adoptierte. Ab 1909 unterrichtete Leo von König in Berlin seine Groß-Nichte Ischi von König. Auch seine spätere zweite Gattin Anna von König (1897–1992), geborene von Hansemann, war eine Schülerin von ihm. Im Verlauf der Jahre saß sie ihm Modell für insgesamt dreizehn Einzelporträts. Aus dieser Ehe gingen die zwei Töchter Mechthild und Esther hervor. Außerdem brachte Leo von Königs Geliebte Dolores von Grunelius, geb. Caballero, nach seinem Tod einen gemeinsamen Sohn zur Welt.
Leo von König gehörte nach Max Liebermann, Corinth und Max Slevogt zu späten Repräsentanten der Berliner Secession. Er schulte sich in Berlin und Paris an den Impressionisten und leitete eine Meisterklasse an der Berliner Kunstgewerbeschule. Zu seinen Schülern zählte u. a. Eva Roemer. Zu Leo von Königs Meisterwerken gehören Porträts von Gerhart Hauptmann, Ernst Barlach, Emil Nolde, Käthe Kollwitz und Eugen d’Albert.
Er porträtierte den Reichsminister Bernhard Rust (1934), Joseph Goebbels (1935), dessen Töchter Helga und Hilde und war mit Arno Breker befreundet, dem er im Olympiajahr 1936 in Berlin für eine Büste in Bronze Modell saß. 1941 schuf er ein Porträt von Käthe Kollwitz (Öl, 88 × 69 cm). Von Adolf Hitler wurde König ausdrücklich abgelehnt, der seine Gemälde aus der Großen Deutschen Kunstausstellung 1937 im Haus der Deutschen Kunst entfernen ließ. 1941 wurde er von Albert Bormann erfolglos für die Goethe-Medaille vorgeschlagen, dafür jedoch von Baldur von Schirach zum Ehrenmitglied der Wiener Akademie der Bildenden Künste ernannt. Nachdem sein Berliner Atelier 1943 durch Fliegerbomben zerstört war, siedelte er ins bayrische Tutzing um, wo er im Jahr darauf verstarb.
Leo von König war Mitglied im Deutschen Künstlerbund.
Vom 2. Dezember 2023 bis 7. April 2024 widmete das Buchheim-Museum Leo von König eine umfangreiche monografische Ausstellung. Als Grundlage dienten 48 bislang noch unbekannte Gemälde, die 2014 aus dem Nachlass von Lothar-Günther Buchheim und Diethild Buchheim dorthin gelangten.

## Werke (Auswahl)
- im Städtischen Museum Braunschweig:
  - Pärchen im Bohème Café, 1909
  - Drei Pfauen, um 1922
  - Selbstbildnis mit Modell, 1928
  - Bildnisse der Eltern, 1928 und 1934
  - Totenklage (Asphodelische Stimmung), 1934 ausgestellt auf Schloss Wernigerode
  - Bildnis Gudrun Baronin Hoyningen-Huene, 1939
  - Portugal, Obidos, 1939
  - Bildnis Dr. Wilhelm Hesse, 1943
- in der Berliner Nationalgalerie[11]
- in Privatbesitz:
  - Gewitter am Strand, 1920, Öl auf Holz, 35,5 cm × 53 cm

## Genealogie
- Hans Friedrich von Ehrenkrook, Carola von Ehrenkrook, Friedrich Wilhelm Euler, Walter von Hueck. Et. al.: Genealogisches Handbuch der Freiherrlichen Häuser. B (Briefadel). 1957. Band II, Band 16 der Gesamtreihe GHdA, Hrsg. Deutsches Adelsarchiv, C. A. Starke, Glücksburg/Ostsee 1957, S. 224 f.
- Gothaisches Genealogisches Taschenbuch der Freiherrlichen Häuser. Zugleich Adelsmatrikel der D.A.G. Teil B (Briefadel). 1941. 91. Jahrgang, Justus Perthes, Gotha 1940, S. 221.
- Gothaisches genealogisches Taschenbuch der freiherrlichen Häuser auf das Jahr 1870. Zwanzigster Jahrgang, Justus Perthes, Gotha 1869, S. 441 ff.